# Sharon Leal
Pour les articles homonymes, voir Leal.
Sharon Leal est une actrice américaine née le 17 octobre 1972 Tucson, en Arizona (États-Unis).
Elle débute à la télévision, et se fait remarquer dans le feuilleton américain Haine et Passion (1996-1999). Dès lors, elle joue plusieurs rôles récurrents dans des séries télévisées comme Legacy (1998-1999), Boston Public (2000-2004), Hellcats (2010-2011), Supergirl (2016-2017) et Instinct (2018-2019).
Au cinéma, elle est notamment connue pour ses rôles dans des films tels que la comédie musicale Dreamgirls (2006) et les comédies Pourquoi je me suis marié ? (2007), This Christmas (2007) et Pourquoi je me suis marié aussi ? (2010).
Elle a également joué dans de nombreux longs métrages indépendants et a tenu la vedette de plusieurs spectacles musicaux.

## Biographie

### Enfance et formations
Sa mère, Angelita, est philippine, son père, un ancien policier militaire afro-américain a rompu avec sa mère avant la naissance de Sharon. Peu de temps après, Angelita épouse Jesse Leal, un sergent chef de l'armée de l'air des États-Unis et également agent de police sur la base aérienne de Clark, aux Philippines, qui adopte légalement Sharon. La famille s'installe ensuite à Fresno (Californie),.
Ses parents divorcent à ses sept ans, sa mère refait alors sa vie avec Elmer Manankil avec qui elle a une fille, Kristina Manankil, la demi-sœur de Sharon,.
Dès son plus jeune âge, elle démontre un intérêt pour le milieu du divertissement, d'abord le chant et ensuite la comédie. Jeune, elle participe à des productions de théâtre locales et communautaires. Elle est finalement diplômée de la Roosevelt High School of the Arts.
En 1993, elle obtient une bourse de chant au Santa Cruz Jazz Festival, ce qui lui permet d'étudier avec Seth Riggs (coach vocal de Michael Jackson). Elle participe ensuite à plusieurs clips vidéos de rap et de RnB et se produit dans des productions de cabarets.

### Carrière

#### Seconds rôles, Broadway et cinéma indépendant
En 1996, la carrière de Leal a commencé avec le rôle de Dahlia Crede dans le feuilleton télévisé américain Haine et Passion, diffusé sur le réseau CBS et partiellement en France. Dans le même temps, elle rejoint la compagnie Broadway pour la comédie musicale Rent.
Parallèlement à ces divers engagements, elle rejoint la distribution principale de l'éphémère série western Legacy (1998-1999) dans laquelle elle donne la réplique à Brett Cullen et Sarah Freeman.
De 2000 à 2004, Leal a joué dans la série télévisée de la FOX, Boston Public. Cette série visant à recréer l'ambiance des lycées américains (L'histoire se déroule au lycée Winslow High), se différencie des séries classiques, celle-ci tourne seulement autour de l'histoire de ce lycée, pas seulement au niveau de la vision des élèves, mais aussi au niveau de celle du corps enseignant.
Après des débuts discret, au cinéma, dans la comédie indépendante Face the Music, ou elle joue aux côtés de Tyler Christopher, Elena Lyons et Patrick Malone, elle joue un rôle secondaire dans le court métrage de son mari de l'époque, Bev Land, intitulé What Are the Odds mais est finalement révélée dans la comédie musicale Dreamgirls, sortie en 2006. Elle incarne Michelle Morris, la remplaçante d'Effie White, personnage incarnée par Jennifer Hudson, qui vient seconder Beyoncé et Anika Noni Rose. Le film est l'adaptation de la comédie musicale de Broadway du même nom, qui s'inspirait elle-même de la vie et du parcours du groupe de la Motown, The Supremes. Cette production est un franc succès critique, et public.
Après être intervenue dans quelques épisodes de la courte série dramatique LAX et avoir joué les guest star dans un épisode de Las Vegas ainsi que chez Les Experts : Miami, elle retourne au cinéma sous la direction de Tyler Perry pour la comédie Pourquoi je me suis marié ?, sortie en 2007. Cette comédie dramatique afro-américaine qui reçoit un accueil critique globalement positif lui permet de donner la réplique à Janet Jackson ainsi que Jill Scott et décroche la première place du box office américain à sa sortie. La même année, elle est aussi à l'affiche d'une autre comédie dramatique à succès pour This Christmas,. Donnant la réplique à Idris Elba, Loretta Devine et Chris Brown, ce rôle lui permet de remporter l'Asian Excellence Awards de la meilleure actrice.
Par la suite, l'actrice tourne dans le thriller Linewatch (2008) avec Cuba Gooding Jr., la comédie dramatique et musicale Soul Men (2008) sous la direction de Malcolm D. Lee, aux côtés de Samuel L. Jackson et Bernie Mac. Côté télévision, elle tourne son premier téléfilm, Limelight (2009) pour David Semel avec Shannon Woodward et Oded Fehr et elle participe à une poignée d'épisodes de la série médicale à succès Private Practice, spin-off de Grey's Anatomy.

#### Alternance cinéma et télévision
En 2010, elle retrouve le succès au cinéma avec Pourquoi je me suis marié aussi ? et elle intègre la distribution principale de la série développée par Tom Welling Productions pour le réseau The CW, Hellcats qui met en vedette Ashley Tisdale. La chaîne fait confiance à la série et commande une saison complète de 22 épisodes mais les audiences sont insuffisantes et elle est finalement annulée.
Il s'ensuit des projets essentiellement destinés au marché afro-américain : Comme l'indépendant drame Woman Thou Art Loosed: On the 7th Day (2012), dont elle occupe le rôle principal face à Blair Underwood, nommé pour le NAACP Image Awards du meilleur film indépendant malgré une très mauvaise réception critique. Le drame 1982, avec Hill Harper, Bokeem Woodbine et La La Anthony, qui a le mérite de bénéficier d'un bouche à oreille positif et qui est même présenté au Festival international du film de Toronto, en 2013.
L'année d'après, elle enchaîne les déconvenues : elle porte le thriller The Last Letter avec Omari Hardwick, directement sorti en vidéo, elle retrouve Cuba Gooding Jr. pour le drame Freedoom, un échec critique cinglant et elle est l'héroïne du thriller Addicted de Bille Woodruff très mal reçue par la presse et qui ne fonctionne pas non plus au box office.
C'est à la télévision qu'elle participe à des projets plus exposés, mais rarement dans des premiers rôles. Elle joue dans deux épisodes de la série Suits : Avocats sur mesure, diffusés entre 2011 et 2014 et elle s'invite également sur les plateaux de Person of Interest (2012), Reed Between the Lines (2013) et Perception (2015).
Entre 2014 et 2016, elle joue un rôle récurrent dans la série fantastique Grimm. En 2015, elle porte le téléfilm dramatique bien reçu White Water avec Larenz Tate, puis elle apparaît dans un épisode de The Good Wife avant de rejoindre la distribution principale de la courte série dramatique du réseau Freeform, Recovery Road, en 2016.
Elle renoue ensuite avec le cinéma indépendant et retrouve Loretta Devine pour la comédie romantique 36 Hour Layover, doté d'un budget minimal d'un million de dollars, puis, elle revient dans un rôle d'envergure en décrochant un contrat récurrent pour la série télévisée fantastique Supergirl. Elle incarne le personnage de Miss Martian.
En 2017, elle est aussi à l'affiche de deux drames indépendants Shot de Jeremy Kagan aux côtés de Noah Wyle et Traces de Matthew Currie Holmes avec Pablo Schreiber et Sosie Bacon.
En 2018, elle rejoint la distribution récurrente de la série dramatique Instinct aux côtés d'Alan Cumming et Bojana Novakovic, diffusée par le réseau CBS, à la suite du désistement de l'actrice Khandi Alexander. Elle poursuit ses apparitions en tant que guest star, en jouant dans la série médicale à succès Good Doctor portée par Freddie Highmore. Renouvelée pour une saison 2, Instinct est finalement arrêtée à la suite d'une perte d'audiences.

### Vie privée
Sharon a été mariée au réalisateur Bev Land de 2001 à 2007, avec qui elle a eu un fils, Kai Miles Land.
Depuis mars 2012, Sharon Leal fréquente l'acteur canadien Paul Becker.

## Théâtre
- 1996 - 1999 : Rent (tournée)
- 1999 : Bright Lights, Big City, New York Theatre Workshop
- Ain't Misbehavin
- Into the Woods, Theatre Works, Los Angeles
- Little Shop of Horrors, Arizona Theatre Co
- Miss Saigon
- West Side Story
- Dreamgirls
- Nunsense
- 2008 : Rent (spectacle Broadway)

Sources : ,,,.

## Filmographie

### Cinéma

#### Longs métrages
- 2000 : Face the Music de Jeff Howard : Tracie
- 2006 : Dreamgirls de Bill Condon : Michelle Morris
- 2007 : Manipulation 2: Rétribution (Motives 2) d'Aaron Courseault : Nina (vidéofilm)
- 2007 : Pourquoi je me suis marié ? (Why Did I Get Married?) de Tyler Perry : Diane
- 2007 : This Christmas de Preston A. Whitmore II : Kelli Whitfield
- 2008 : Linewatch de Kevin Bray : Angela Dixon
- 2008 : Soul Men de Malcolm D. Lee : Cleo
- 2010 : Pourquoi je me suis marié aussi ? de Tyler Perry : Diane
- 2011 : Little Murder de Predrag Antonijević : Jennifer
- 2012 : Woman Thou Art Loosed: On the 7th Day de Neema Barnette : Kari Ames
- 2013 : 1982 de Tommy Oliver : Shenae Brown
- 2013 : The Last Letter de Paul D. Hannah : Catherine Wright
- 2014 : Freedom de Peter Cousens : Vanessa
- 2014 : Addicted de Bille Woodruff : Zoey Reynard
- 2016 : 36 Hour Layover de Mark Harris : Sofia
- 2017 : Shot de Jeremy Kagan : Phoebe
- 2017 : Traces de Matthew Currie Holmes : Claudia
- 2018 : Amateur de Ryan Koo : Nia
- 2018 : Bella's Story de Yancey Arias : Kim

#### Courts métrages
- 2004 : What Are the Odds de Bev Land : Nikki

### Télévision

#### Téléfilms
- 2009 : Limelight de David Semel : Nina
- 2013 : Guilty de McG : Sara Weston
- 2015 : White Water de Rusty Cundieff : Annie (également co productrice)

#### Séries télévisées
- 1996 - 1999 : Haine et Passion : Dahlia Crede (218 épisodes)
- 1998 - 1999 : Legacy : Marita (18 épisodes)
- 2000 - 2004 : Boston Public : Marilyn Sudor (67 épisodes)
- 2004 - 2005 : LAX : Monique DeSouza (saison 1, 3 épisodes)
- 2005 : Las Vegas : Nina (1 épisode)
- 2007 : Les Experts : Miami (CSI: Miami) : Lauren Sloan (1 épisode)
- 2009 : Private Practice : Sonya (saison 2, 5 épisodes)
- 2010 - 2011 : Hellcats : Vanessa Lodge (21 épisodes)
- 2011 et 2014 : Suits : Avocats sur mesure : Lisa Parker (saison 1, épisode 4 et saison 3, épisode 12)
- 2012 : Person of Interest : Dr. Madeleine Enright (1 épisode)
- 2013 : Reed Between the Lines : Lori Samuels (saison 2, 3 épisodes)
- 2014 : Perception : Liza Brahms (1 épisode)
- 2014 - 2016 : Grimm : Zuri Ellis (5 épisodes)
- 2015 : The Good Wife : Nicole Rickter (1 épisode)
- 2016 : Recovery Road : Charlotte Graham (10 épisodes)
- 2016 : Dead of Summer : Un été maudit : Renee Tyler (2 épisodes)
- 2016 - 2017 ; 2020 : Supergirl : M'gann M'orzz / Miss Martian (9 épisodes)
- 2018 - 2019 : Good Doctor : la mère de Claire / Breeze Brown (2 épisodes)
- 2018 - 2019 : Instinct : Lieutenant Jasmine Gooden (21 épisodes)
- 2022 : Pretty Little Liars: Original Sin : Sidney Haworthe

## Distinctions
Sauf indication contraire ou complémentaire, les informations mentionnées dans cette section proviennent de la base de données IMDb.

### Récompenses
- Independent Film Festival 2004 : Meilleure actrice secondaire pour What Are the Odds[1]
- Asian Excellence Awards 2008 : Meilleure actrice pour This Christmas[4]

### Nominations
- Asian Excellence Awards 2007 : Meilleure actrice dans un second rôle pour Dreamgirls[29]
- Critics' Choice Movie Awards 2007 : Meilleure distribution pour Dreamgirls
- Gold Derby Awards 2007 : Meilleure distribution pour Dreamgirls
- Screen Actors Guild Awards 2007 : meilleure distribution pour Dreamgirls